# Bệnh Shigella
Shigella / Lỵ trực khuẩn là một bệnh truyền nhiễm đường ruột nguyên nhân bởi vi khuẩn Shigella. Các triệu chứng thường bắt đầu từ một đến hai ngày sau nhiễm, với tiêu chảy, sốt, đau bụng và cảm giác muốn đi cầu ngay cả khi ruột đang bị rỗng. Tiêu chảy có thể kèm máu. Các triệu chứng thường kéo dài từ 5 đến 7 ngày. Các biến chứng có thể bao gồm viêm khớp phản ứng, nhiễm khuẩn huyết, co giật và hội chứng huyết tán tăng ure máu.
Bệnh Shigella do bốn loại Shigella cụ thể gây ra. Chúng thường lây lan khi tiếp xúc với phân bị nhiễm bệnh thông qua thực phẩm, nước hoặc tay. Truyền nhiễm có thể qua trung gian ruồi hoặc khi thay tã (tã lót). Chẩn đoán bằng cách cấy phân.
Nguy cơ nhiễm trùng có thể giảm bằng việc rửa tay đúng cách. Không có vắc-xin chủng ngừa. Shigellosis thường tự khỏi mà không cần điều trị đặc hiệu.Nên uống đủ nước bằng đường miệng và nghỉ ngơi hợp lý. Bismuth subsalicylate có thể làm giảm các triệu chứng; Tuy nhiên, các loại thuốc làm chậm tiêu như loperamide không được khuyến cáo. Trong trường hợp nặng, kháng sinh có thể được sử dụng nhưng kháng thuốc rất phổ biến, kháng sinh thường dùng gồm ciprofloxacin và azithromycin.
Trên toàn thế giới, shigella ảnh hưởng ít nhất 80 triệu người với 700.000 ca tử vong mỗi năm. Hầu hết các trường hợp xảy ra ở các nước đang phát triển. Trẻ nhỏ thường bị nhiễm nhất. Dịch bệnh thường bắt nguồn từ các cơ sở giữ trẻ và trường học. Và cũng phổ biến ở những khách du lịch. Tại Hoa Kỳ, khoảng nửa triệu trường hợp xảy ra một năm.